# Kandikó Zoltán
Kandikó Zoltán (Tapolca, 1967. szeptember 21. –) magyar küzdősportoló és harcművész. III. danos ITF Taekwon-do mester.
A Veszprémi Taekwon-Do SE edzője.

## Eredményei
1993-ban a Körcsarnokban rendezett Meridian Kupán a 67 kilogrammosok súlycsoportjában az 1. helyen végzett.
A taekwondo-Európa-bajnokságon 1994-ben és 1995-ben arany-, 1990-ben és 1996-ban bronzérmet szerzett. 1994-ben az ITF Európa-bajnokságon csapat erőtörés kategóriában aranyérmet, 1996-ban ezüstérmet nyert. 1998-ban a Szalonikiben rendezett taekwondo-Európa-bajnokságon a 4. helyen végzett.
2000-ben a Békéscsabán rendezett taekwondo nemzetközi országos bajnokságon bajnoki címet szerzett, majd néhány héttel később bajnoki címét megvédte a Hódmezővásárhelyen az ITF magyar taekwondo szövetség által rendezett országos bajnokságon is.
- Kick-box: a W.A.K.F. szakág amatőr világbajnoka (2015)[9][10]
- Thai boksz: világbajnoki második kétszer[forrás?]
- Taekwondo: világkupa-bronzérmes (2012),[11] Európa-bajnok (kétszer), ezüstérem és bronzérmes (egyszer-egyszer),[12] magyar bajnok (12 alkalommal)

## Díjai, elismerései
- Veszprém város sportjáért díj (2016)[13][14]
- Nagyvázsony jó hírnevéért díj (2015)[15]